# Haïfa Jemili
Haïfa Jemili (arabe : هيفاء الجميلي), née en 1982, est une karatéka tunisienne.

## Carrière
Haïfa Jemili est vice-championne du monde junior en kumite individuel féminin des moins de 53 kg en 2001 à Athènes.
Elle est médaillée de bronze en kumite individuel féminin des moins de 53 kg aux Jeux africains de 2003 à Abuja.